# Dve Moghili
Dve Moghili (în bulgară Две могили) este un oraș în Obștina Dve Moghili, Regiunea Ruse, Bulgaria, la o distanță de 32 km sud de Ruse. Denumirea sa se traduce ca și "Două Dealuri", nume datorat cadrului natural în care este amplasată localitatea.

## Demografie
Componența etnică a orașului Dve Moghili
     Turci (22,09%)
     Bulgari (58,15%)
     Romi (7,11%)
     Nicio identificare (12,47%)
     Altele (0,16%)
La recensământul din 2011, populația orașului Dve Moghili era de 4.218 locuitori. Din punct de vedere etnic, majoritatea locuitorilor (58,15%) erau bulgari, existând și minorități de turci (22,09%) și romi (7,11%). Pentru 12,47% din locuitori nu este cunoscută apartenența etnică.